# Мальчик по имени Рождество
«Мальчик по имени Рождество» (англ. A Boy Called Christmas) — художественный фильм режиссёра Гила Кенана, основанный на одноимённой книге Мэтта Хейга.
Премьера фильма состоялась в ноябре 2021 года на Netflix.

## Сюжет
Переосмысление истории Отца Рождества. Николас — мальчик, который отправляется на Север в поисках своего отца.

## В ролях
- Генри Лоуфулл — Николас / Рождество
- Тоби Джонс — отец Топо
- Салли Хокинс — мама Водаль
- Кристен Уиг — тётя Карлотта
- Михил Хёйсман — Джоэл
- Зои Коллетти[англ.] — Пикси правды
  - Мэгги Смит — тётя Рут, воплощение Пикси правды
- Стивен Мерчант — мышонок Миика
- Джим Бродбент — король
- Индика Уотсон[англ.] — малышка Нуш
- Джоэл Фрай — Мэтт

## Производство
В мае 2016 года была заключена сделка по экранизации фильма компаниями Blueprint Pictures и Studiocanal. Ол Паркер стал сценаристом фильма.
В апреле 2019 года стало известно, что режиссёром фильма станет Гил Кенан, а в актёрский состав вошли Джим Бродбент, Салли Хокинс, Мэгги Смит и Кристен Уиг. Съёмки начались в том же месяце, и прошли в Лапландии, Чехии, Словакии и Лондоне.

## Восприятие
На сайте Rotten Tomatoes фильм имеет рейтинг 82 % основанный на 22 отзывах, со средней оценкой 6.70/10. На Metacritic средневзвешенная оценка составляет 66 из 100 на основе 5 рецензий.